# Игольный (мыс)
Иго́льный, также Агу́льяс (африк. Kaap Agulhas, англ. Cape Agulhas или Агульяш от порт. Cabo das Agulhas) — мыс в ЮАР, самая южная точка Африки.

## История
Вся эта местность получила в XV веке название L’Agulhas — от португальских мореплавателей, из-за наблюдавшейся поблизости в море магнитной аномалии (порт. agulha — игла, в данном случае — магнитная стрелка компаса) в этом месте показывала строго на север. В конце XIX века магнитное склонение здесь было западное и составляло 30°.

## Описание
Возвышается на 140 м. Расположен в 155 км к юго-востоку от мыса Доброй Надежды, составляет оконечность косы, идущей от Капской земли. Заканчивается маяком на 34° 51' южной широты и 20° 00' восточной долготы. Расстояние от мыса Игольного до Антарктиды составляет около 4200 км.
Южнее мыса Игольный от мыса Доброй Надежды до бухты Алгоа тянется песчаная мель в 840 км длиной, представляющая подводное продолжение южного берега, достигая 37° южной широты, то есть южнее берега на 240 км. Под 36° сужается, принимает коническую фигуру, возвышающуюся над ординаром воды на 112—130 м и круто погружающуюся в глубину 340—380 м. Эта подводная терраса, носящая название банка Агульяс, опасна для мореплавателей вследствие незначительной глубины и быстрого течения из Индийского океана в Атлантический (Течение мыса Игольного, Капское течение), что и производит известные буруны, причину частых кораблекрушений.

## Галерея
- Географическое положение
- Маяк на мысе Игольный, южная оконечность Африки
- Подъём на верхнюю платформу маяка на мысе Игольный
- Панорамный вид с маяка на мысе Игольный. В правой части — монумент, отмечающий самую южную точку Африки